# Alma Zack
Pour les articles homonymes, voir Zack.
Alma Zack (hébreu : עלמה זק) est une actrice israélienne née le 21 novembre 1970 à Tel Aviv-Jaffa. Elle est principalement connue pour sa participation à la série télévisée BeTipul.

## Filmographie sélective
- 2003 : Hochmat HaBeygale d'Ilan Heitner
- 2007 : Ha-Sodot d'Avi Nesher
- 2011 : Footnote (Hearat Shulayim) de Joseph Cedar